# Brasseitte
Brasseitte est une commune associée du département de la Meuse, en région Grand Est.

## Géographie
Le village de Brasseitte est situé sur la rive droite de la Meuse.

## Toponymie
Au cours de l'histoire, ce village fut mentionné sous les formes suivantes : Bersedes (812) ; Brazaïda (IXe siècle) ; Baceite (1060) ; Braceces (1060) ; Braicetes (1103) ; Brasceites (1330 et 1458) ; Braceste (1364) ; Brasset (1642) ; Breseede (1700) ; Brassettes, Brasseriæ (1738 et 1749) ; Brasaidum, Brazayda (1745 et 1756).

## Histoire
Avant 1790, Brasseitte dépendait du comté de Kœur au sein du Barrois non mouvant. Sur le plan spirituel, le village dépendait du diocèse de Verdun (archidiaconé de la Rivière, doyenné d'Hattonchâtel) en tant qu'annexe de Mécrin.
Le 1er janvier 1973, la commune de Brasseitte est rattachée à celle de Han-sur-Meuse sous le régime de la fusion-association.

## Politique et administration
| Période                                  | Période | Identité    | Étiquette | Qualité |
| ---------------------------------------- | ------- | ----------- | --------- | ------- |
|                                          |         | Bruno Vacon |           |         |
| Les données manquantes sont à compléter. |         |             |           |         |

## Démographie
| 1793 | 1800 | 1806 | 1821 | 1831 | 1836 | 1841 | 1846 | 1851 |
| ---- | ---- | ---- | ---- | ---- | ---- | ---- | ---- | ---- |
| 216  | 218  | 219  | 222  | 209  | 229  | 224  | 223  | 215  |

| 1856 | 1861 | 1866 | 1872 | 1876 | 1881 | 1886 | 1891 | 1896 |
| ---- | ---- | ---- | ---- | ---- | ---- | ---- | ---- | ---- |
| 218  | 188  | 181  | 179  | 162  | 159  | 161  | 164  | 149  |

| 1901 | 1906 | 1911 | 1921 | 1926 | 1931 | 1936 | 1946 | 1954 |
| ---- | ---- | ---- | ---- | ---- | ---- | ---- | ---- | ---- |
| 150  | 138  | 128  | 101  | 101  | 87   | 88   | 105  | 89   |

| 1962 | 1968 | - | - | - | - | - | - | - |
| ---- | ---- | - | - | - | - | - | - | - |
| 84   | 68   | - | - | - | - | - | - | - |

## Lieux et monuments
- Église Saint-Léonard